# رينزو غارسيس
{{صندوق معلومات سيرة كرة قدم
| طول = 1.80 م (5 قدم 11 بوصة)
| مركز = مدافع
| النادي_الحالي = [[Club Deportivo Universidad César Vallejo
| رقم_النادي = 6
| سنوات1 = 2014–2016
| أندية1 = Club Deportivo Universidad de San Martín de Porres ‏
| مباريات1 = 53
| أهداف1 = 2
| سنوات2 = 2017–2020
| أندية2 = سبورتينغ كريستال
| مباريات2 = 40
| أهداف2 = 0
| سنوات3 = 2019–2020
| أندية3 = → [[Club Deportivo Universidad César Vallejo
| مباريات3 = 46
| أهداف3 = 3
| سنوات4 = 2021–
| أندية4 = [[Club Deportivo Universidad César Vallejo
| مباريات4 = 22
| أهداف4 = 1
| سنوات_وطنية1 = 2013
| منتخب_وطني1 = بيرو تحت 17
| مباريات_وطنية1 = 7
| أهداف_وطنية1 = 3
| سنوات_وطنية2 = 2015
| منتخب_وطني2 = البيرو تحت 20
| مباريات_وطنية2 = 7
| أهداف_وطنية2 = 0
| سنوات_وطنية3 = 2015
| منتخب_وطني3 = بيرو تحت 23
| مباريات_وطنية3 = 1
| أهداف_وطنية3 = 0
| سنوات_وطنية4 = 2022–
| منتخب_وطني4 = بيرو
| مباريات_وطنية4 = 2
| أهداف_وطنية4 = 0
| تحديث-منتخب_وطني = 30 يناير 2022
| تحديث-نادي = 30 يناير 2022
}}
رينزو غارسيس (بالإسبانية: Renzo Garcés) هو لاعب كرة قدم بيروفي، ولد في 12 يونيو 1996 في بوكالبا في بيرو.

## وصلات خارجية
- رينزو غارسيس على موقع قاعدة بيانات كرة القدم.إي يو (الإنجليزية)
- رينزو غارسيس على موقع ناشيونال فوتبول تيمز (الإنجليزية)
- رينزو غارسيس على موقع Soccerway.com (الإنجليزية)
- رينزو غارسيس على موقع عالم كرة القدم.نت (الإنجليزية)